# 鈴木あずさ
鈴木 あずさ（すずき あずさ、1975年8月19日  - ）は、北海道紋別郡遠軽町出身の埼玉西武ライオンズ（以下「西武」）の球団職員。スタジアムアナウンサー（ウグイス嬢）。

## 経歴
札幌第一高等学校、日本大学国文学科を卒業後、札幌ドームで施設職員として働いていた際に、西武のアナウンス募集の求人を知り応募をする。
2004年、西武に入社。同年5月より一軍のホームゲームのアナウンス業務を担当する。
2010年11月16日、アナウンス業務と並行して広報担当に着任。
2021年1月現在は、事業部に所属している。
2022年5月25日 - 26日にバンテリンドームナゴヤで開催された中日ドラゴンズ戦では「ウグイス嬢交流企画」と題して対戦相手の中日主催でありながら、ライオンズの選手コールなどを務めた。

## エピソード

### 杉谷拳士へのイジリアナウンス
西武の本拠地ベルーナドームで選手らが行う試合前練習の際に、北海道日本ハムファイターズ（以下「日本ハム」）に所属している杉谷拳士に対して、いじりのアナウンスをすることで有名であった。
発端は2014年7月に杉谷から「試合前練習のフリー打撃が終わる前に『杉谷選手、バッティングの時間、あと10分です』とアナウンスしてほしい」と直々に頼まれたことだった。通常、打撃練習中に練習の残り時間のアナウンスをすることは行っていなかったため、当初は杉谷からの依頼を受け入れなかった。しかし、その後も杉谷から依頼があったことから、2014年10月のシーズン最終戦の際に初めて試合前練習のアナウンスを行い、そのアナウンスに鈴木はアドリブでいじりを加えた。
2015年シーズン以降、ベルーナドームで開催される日本ハム戦で杉谷が試合前練習を行う際には、毎試合いじりアナウンスが行われるようになり、この対戦カードの一つの名物となった。これが両球団以外の野球ファンやスポーツメディアなどからも注目を集めることとなり、2018年12月8日に放送された『中居正広のプロ野球珍プレー好プレー大賞2018』（フジテレビ系列）では、選手の試合中のプレーではないにもかかわらず「珍プレー大賞」に選ばれた。
2022年11月5日に東京ドームで開催された日本ハム対侍ジャパンとの強化試合では、同年限りで引退する杉谷のためにサプライズで最後の試合前練習アナウンスをした。杉谷は試合後のインタビューで、「心の中で『あー最後、鈴木さんがアナウンスしてくれたらいいなー』と思って。（東京ドームの方がアナウンスが途中で鈴木に代わり）本当に幸せな野球人生だったなと思いながら、バッティング練習をさせてもらいました」と語っている。